# Centre de football Sepa
Le centre de football Sepa (en estonien : Sepa Jalgpallikeskus) est un stade de football situé à Tartu en Estonie.

## Présentation
Ouvert en 2016, c'est le centre d'entraînement de Tartu JK Tammeka, dont la première équipe utilise également le terrain en gazon artificiel comme terrain d'attache pendant l'hiver et au début du printemps.
En plus du terrain en gazon artificiel avec sol chauffé, le centre de football Sepa dispose également d'un terrain d'entraînement en gazon naturel de 90 × 70 m.
Le centre de football est situé dans le quartier industriel de Ropka.